# João Lagarto
João Manuel Furtado Rita Lagarto (Lisboa, Socorro, 5 de Outubro de 1954) é um actor, encenador e dobrador português.

## Carreira
Sem concluir o Curso de Formação de Actores, pelo Conservatório Nacional, da em 1974, estreia-se no teatro de revista, em Uma No Cravo, Outra Na Ditadura, da autoria de Ary dos Santos, César de Oliveira e Rogério Bracinha (ABC, 1975), peça onde também participavam Ivone Silva †, Nicolau Breyner †, Joel Branco e o estreante Herman José. 
Ainda em 1975 integra o elenco fundador do Centro Dramático de Évora com a peça Noite de 28 de setembro; depois, em França, colabora no Théatre de la Comune d'Aubervilliers (Paris), onde faz a peça de Richard Demarcy, La Nuit du 28 de Septembre. Passa em seguida pelas companhias Os Bonecreiros, dirigido por João Mota, e Os Saltitões, onde tem destaque com D. João e a Máscara, de António Patrício, que protagoniza.
Fundador do grupo Maizum na 80, aí trabalha com Adolfo Gutkin em O Amante, de Harold Pinter. Participou em O Indesejado de Jorge de Sena e Nunca Nada de Ninguém de Luísa Costa Gomes, para o ACARTE; dirigiu Exercícios de Estilo de Raymond Queneau n' A Comuna; fez parte do elenco inicial do Teatro da Malaposta e integrou, no Teatro Aberto os elencos de O Marido vai à Caça de Georges Feydeau e de O Tempo e o Quarto de Botho Strauss. Participou em Os Jornalistas de Arthur Schnitzler e de Cenas de uma Execução de Howard Baker, ambas no Teatro Nacional D. Maria II. Encenou e participou em Nós na Garganta de Howard Carter (1998). Interpretou Alarmes e Excursões de Michael Frayn (2000), Ninguém Ficará Imune de David Mamet (2001). 
No cinema estreou-se em 1978 com o filme Histórias Selvagens de António Campos, após o que foi dirigido por realizadores como Luís Galvão Teles, José de Sá Caetano, Monique Rutler, Joaquim Leitão, Manuel Mozos, Margarida Cardoso ou João Mário Grilo, em mais de trinta películas, de que salienta No Dia dos Meus Anos de João Botelho (1992) e Adeus Pai de Luís Filipe Rocha (1996), para além telefilmes e algumas co-produções internacionais, de realizadores como Bertrand Tavernier.
Na televisão foi apresentador de programas e actor de séries e novelas, como A Banqueira do Povo (1993), Polícias (1996), Os Lobos (1998), Esquadra de Polícia (1999), A Febre do Ouro Negro (1999), O Processo dos Távoras, Alves dos Reis um Criado ao seu dispor (2001), Baía das Mulheres (2004), A Ferreirinha (2005), O Regresso da Sizalinda (2006), Resistirei (2007), Damas e Valetes e Um lugar para viver (2009).
Foi distinguido em 2006 com o Globo de Ouro e o Prémio da Associação Portuguesa dos Críticos de Teatro para Melhor Actor, pelo seu trabalho em Começar a Acabar, de Samuel Beckett, apresentado no TNDMII.
Faz parte do elenco de Morangos com Açúcar, na temporada de 2010/2011 da telenovela juvenil.
Interpretou a personagem Manuel Andrade na telenovela Mulheres (2014).
Interpretou Zacarias Neves na telenovela Santa Bárbara (2015/2016).
Tem 2 filhos e 3 netos. Um dos seus filhos, Afonso Lagarto, também é actor.

## Televisão
| Ano        | Projeto                     | Personagem                   | Canal    | Notas      |
| ---------- | --------------------------- | ---------------------------- | -------- | ---------- |
| 1988       | Duarte e Companhia          |                              | RTP      | Série      |
| 1991       | O Beijo de Judas            | Carlos                       | RTP      | Série      |
| 1992       | Pós de Bem-Querer           | Carteiro                     | RTP      | Série      |
| 1992       | Bando dos Quatro            |                              | RTP      | Série      |
| 1992       | O Altar dos Holocaustos     | Manuel Meira                 | RTP      | Série      |
| 1993       | A Banqueira do Povo         | Augusto                      | RTP      | Telenovela |
| 1994       | Sozinhos em Casa            | Pente Fino                   | RTP      | Série      |
| 1995       | Cluedo                      | Arnaldo Negrão               | TVI      | Série      |
| 1996       | A Mulher do Senhor Ministro | Orlando                      | RTP      | Série      |
| 1996- 1997 | Polícias                    | Casimiro                     | RTP      | Série      |
| 1997       | Vidas de Sal                | Violador                     | RTP      | Telenovela |
| 1997       | Riscos                      | Afonso                       | RTP      | Série      |
| 1997       | L'Improbable Monsieur Owen  | Niklos                       | France 2 | Série      |
| 1998       | Médico de Família           | Vasco                        | SIC      | Série      |
| 1998       | Terra Mãe                   | Tito                         | RTP      | Telenovela |
| 1998       | Ballet Rose                 | Ministro                     | RTP      | Série      |
| 1998- 1999 | Os Lobos                    | Fausto Marques               | RTP      | Telenovela |
| 1999       | Não És Homem Não És Nada    | José Maria                   | RTP      | Série      |
| 1999       | Jornalistas                 | Jorge                        | SIC      | Série      |
| 1999- 2000 | Esquadra de Polícia         | Moreira                      | RTP      | Série      |
| 2000       | Conde de Abranhos           | General Zeferino             | RTP      | Série      |
| 2000       | Alves dos Reis              | Juiz                         | RTP      | Série      |
| 2000       | A Febre do Ouro Negro       | Vergaça                      | RTP      | Minissérie |
| 2000       | O Fura-Vidas                | Hélder                       | SIC      | Série      |
| 2001       | O Processo dos Távoras      | Cordeiro Pereira             | RTP      | Série      |
| 2001       | Querida Mãe                 | Jorge                        | SIC      | Telefilme  |
| 2001       | Elsa, Uma Mulher Assim      | Domingos                     | RTP      | Série      |
| 2001       | Bastidores                  | Carlos Abreu                 | RTP      | Série      |
| 2001       | Cavaleiros de Água Doce     | Diretor                      | SIC      | Telefilme  |
| 2001- 2002 | O Bairro da Fonte           |                              | SIC      | Série      |
| 2002       | A Minha Sogra É uma Bruxa   | Professor                    | RTP      | Série      |
| 2002       | Fúria de Viver              | Henrique Correia             | SIC      | Telenovela |
| 2003       | O Jogo                      | Rocha                        | SIC      | Telenovela |
| 2003- 2004 | Lusitana Paixão             | Alexandrino Estrela D'Alva   | RTP      | Telenovela |
| 2004       | Inspector Max               | Carlos Marques               | TVI      | Série      |
| 2004       | Baía das Mulheres           | Manuel                       | TVI      | Telenovela |
| 2004       | A Ferreirinha               | Zé do Telhado                | RTP      | Série      |
| 2005       | João Semana                 | José das Dornas              | RTP      | Série      |
| 2007       | Nome de Código: Sintra      | Teixeira                     | RTP      | Série      |
| 2007       | Ilha dos Amores             | Xavier                       | TVI      | Telenovela |
| 2007- 2008 | Resistirei                  | Ricardo                      | SIC      | Telenovela |
| 2008       | Casos da Vida               | Sebastião                    | TVI      | Filme      |
| 2008       | A Outra                     | Rui                          | TVI      | Telenovela |
| 2009       | A Vida Privada de Salazar   | Mário Figueiredo             | SIC      | Minissérie |
| 2009       | Um Lugar Para Viver         | Gustavo Pereira              | RTP      | Série      |
| 2009       | Ele é Ela                   | Aníbal                       | TVI      | Série      |
| 2010       | Cidade Despida              | Basílio                      | RTP      | Série      |
| 2010       | República                   | Cândido dos Reis             | RTP      | Série      |
| 2010       | Regresso a Sizalinda        | Armando                      | RTP      | Série      |
| 2010- 2011 | Morangos com Açúcar         | Carneiro Seixas              | TVI      | Série      |
| 2011       | Liberdade 21                | Joel                         | RTP      | Série      |
| 2012       | Até Que a Vida nos Separe   | Artur                        | TVI      | Telefilme  |
| 2012       | A Mãe do Meu Filho          | Urbano                       | TVI      | Telefilme  |
| 2012       | O Último Verão              | Polícia                      | RTP      | Telefilme  |
| 2012- 2014 | Doida por Ti                | Abel Antunes                 | TVI      | Telenovela |
| 2013       | O Bairro                    | Basófias                     | TVI      | Série      |
| 2014- 2015 | Mulheres                    | Manuel Andrade (Antagonista) | TVI      | Telenovela |
| 2015- 2016 | Santa Bárbara               | Zacarias Neves               | TVI      | Telenovela |
| 2017- 2018 | Jogo Duplo                  | Teodoro Guerra               | TVI      | Telenovela |
| 2018       | Onde Está Elisa?            | Tiago Elói                   | TVI      | Série      |
| 2018       | 3 Mulheres                  | Isaltino                     | RTP1     | Série      |
| 2019       | Amar Depois de Amar         | Joaquim Zorra                | TVI      | Série      |
| 2020- 2021 | Amar Demais                 | Arnaldo Soares (Antagonista) | TVI      | Telenovela |
| 2023-2024  | Flor Sem Tempo              | Belmiro Fontes               | SIC      | Telenovela |
| 2024       | Tony - Sonhos de menino     | Avô paterno de Tony Carreira | TVI      | Minissérie |
| 2025       | Mulheres, às Armas          | Sr. Neves                    | TVI      | Minissérie |

## Filmografia
- A Vida É Bela?! (1982), realizado por Luís Galvão Telles
- Iratan e Iracema (1987), realizado por Paulo Guilherme d'Eça Leal
- O Fim do Mundo, realizado por João Mário Grilo (1995)
- Mortinho por Chegar a Casa, realizado pro George Sluizer (1996)
- Tentação, realizado por Joaquim Leitão (1997)
- Tudo Isto É Fado, realizado por Luís Galvão Teles (2004)
- A Ilha dos Escravos, realizado por Francisco Manso (2008)
- 4 Copas, realizado por Manuel Mozos (2009)
- Corrupção, realizado por João Botelho (2007)
- Bairro, realização de Jorge Cardoso, Lourenço de Mello, José Manuel Fernandes e Ricardo Inácio (2013)
- Pedro e Inês, realização de António Ferreira (2018)
- O Filme do Bruno Aleixo, realização de João Moreira e de Pedro Santo (2020)
- Mosquito, realização de João Nuno Pinto (2020)

## Dobragens
- Os Aristogatos (1967) - Edgar Balthazar
- Mighty Max (1994) - Virgil e Skullmaster
- Uma Vida de Insecto (1998) - Hopper
- Inspector Gadget (1999) - Sanford Scolex/Dr. Claw
- O Pequeno Stuart Little (1999) - Smokey
- Dinossauro (2000) - Bruton
- O Caminho para El Dorado (2000) - Hernán Cortés
- Lilo & Stitch (2002) - Capitão Gantu
- À Procura de Nemo (2003) - Balão
- Stitch! - O Filme (2003) - Capitão Gantu
- A Viagem de Chihiro (2003) - Pai de Chihiro
- Lilo & Stitch: A Série (2003) - Capitão Gantu
- Harry Potter e o Prisioneiro de Azkaban (2004) - Peter Pettigrew
- The Incredibles - Os Super-Heróis (2004) - Beto Pêra/Sr. Incrível
- Capuchinho Vermelho - A Verdadeira História (2005) - Lobo Mau
- Harry Potter e o Cálice de Fogo (2005) - Peter Pettigrew
- Astérix e os Vikings (2006) - Timandahaf
- Leroy & Stitch (2006) - Capitão Gantu
- Harry Potter e a Ordem da Fénix [o jogo] (2007) - Peter Pettigrew
- O Panda do Kung Fu (2008) - Mestre Oogway
- Chovem Almôndegas (2010) - Tim Lockwood
- Capuchinho Vermelho: A Nova Aventura (2011) - Lobo
- Heavy Rain (2011) - Manfred
- Rango (2011) - Presidente Marion Lynch
- Chovem Almôndegas 2 (2013) - Tim Lockwood
- O Filme Lego (2014) - Vitruvius
- O Panda do Kung Fu 3 (2016) - Mestre Oogway
- À Procura de Dory (2016) - Balão
- The Incredibles 2 - Os Super- Heróis (2018) - Beto Pêra/Sr. Incrível
- O Filme Lego 2 (2019) - Gandalf